# 死の断崖 (テレビドラマ)
『死の断崖』（しのだんがい）は1982年1月26日、日本テレビ系列の「火曜サスペンス劇場」枠（21:02-22:54）にて放映されたテレビドラマ。主演は松田優作。

## ストーリー
尾形徹男（松田優作）は、大手商社社長大橋浩太郎（岡田英次）の秘書。徹男は浩太郎の令嬢である美千代（一色采子）と恋仲で、美千代は徹男の子を身ごもっていた。しかし浩太郎は徹男のビジネスマンとしての実力は認めながらも、氏素性が悪いという理由から美千代との仲を認めなかった。ある日、浩太郎は愛人宅で脳出血で倒れる。一命は取り留めたが、浩太郎は突如、徹男に北海道北見支店へ転勤を命じ、それとともに美千代をアメリカに飛ばすとも仄めかす。徹男は綿密な計画のうえ浩太郎のもとを訪ね、彼を病死に見せ掛けて殺害する。
3ヶ月後、徹男と美千代は結婚し、浩太郎の莫大な遺産も入るが、結婚生活は幸せなものではなかった。そんな折、以前徹男と交友のあった有川久代（竹田かほり）から手紙が徹男宛てに届き、不倫を疑った美千代は真相を確かめるべく向かった久代の部屋で、美千代が徹男にプレゼントしたはずのペーパーナイフを発見する。アパートを飛び出した美千代は病院へ向かい、そこで浩太郎の死の真相を知る。徹男は帰宅した美千代と口論の末、美千代を殺害してしまう。徹男は富士佐倉高原にある大橋家別荘近くの崖下に美千代の死体を乗せた車を転落させ、事故死への偽装を図った。
美千代の死から7日後、徹男は商社の重役に推薦され、美千代の姉、慶子（夏木マリ）が大橋邸を訪れる。慶子は美千代の部屋を見て、なんとなく美千代の死に疑念を抱いていた。その後、浩太郎が娘婿候補として目をつけていた野上（西田健）、そして久代のもとを訪ね、真相を探り始める。なぜ徹男は浩太郎の株の名義変更を急いでいたのか？なぜ慶子が美千代に贈り、美千代が徹男に贈ったペーパーナイフを久代が持っているのか？
事故現場を訪れた慶子は、徹男が犯人と確信する。しかし崖の上には、バイクで慶子を追ってきた徹男の姿があった。慶子は別荘に逃げ込み数時間経ってから外に出ようと試みると、そこには徹男がいた。まちぶせしていたのだ。慶子を別荘に監禁した徹男は既に我を失っていた。別荘の電話は使えない、2階から脱出しようとしても徹男に阻止される。そんな閉ざされた時間の中で、慶子の精神状態にも限界が来る。慶子はナイフを握り、ソファーで寝ている徹男を刺殺しようとする。その瞬間、徹男は慶子に抱きつき、徹男の腹部にナイフが突き刺さる。
「追い詰められるのは辛い、そして誰かを殺すのは寂しい。でも、ここで死ぬのは美千代との心中だな」
徹男はそう呟くと、一人雪原の中へ歩いて行くのだった。

## キャスト
尾形徹男 - 松田優作
主人公。故郷は北海道。両親は炭鉱での作業中、事故で死亡。その後家族が離散する。
大橋浩太郎 - 岡田英次
大手商社の社長。徹男と美千代の結婚に反対していた。
大橋美千代 - 一色采子
社長令嬢。徹男と密かに恋愛関係にある。
大橋慶子 - 夏木マリ
美千代の姉で、パリ在住のデザイナー。自身のデザインしたドレスを美千代にプレゼントする。
野上 - 西田健
徹男の同僚。地方の財閥の息子であることから、美千代との婚約を浩太郎から勧められる。
青木英子 - 田島令子
浩太郎の愛人。美千代から手切れ金を渡される。
桜井生花店の店主 - 榎木兵衛
徹男の近所の花屋の店主。
有川久代 - 竹田かほり
桜井生花店の店員。夜間の体育系の学校に通っている。
徹男の友人 - 関川慎二
大学時代、徹男とラグビーサークルに所属していた。会社の帳簿に穴を空けたため、徹男に金を無心するも断られる。冒頭に登場。

## スタッフ
- 企画 - 小坂敬、山本時雄
- プロデューサー - 山口剛（日本テレビ）、黒澤満、伊地智啓（セントラル・アーツ）
- 原作 - 菊島隆三
- 脚本 - 高橋正康
- 音楽 - 木森敏之
  - テーマ曲「聖母たちのララバイ」
  - 作詞 - 山川啓介
  - 作曲 - 木森敏之
  - 歌 - 岩崎宏美
- 挿入歌 - TENSAW「Mr Blues Guy」
- 音楽監督 - 鈴木清司
- 撮影 - 仙元誠三
- 照明 - 井上幸男
- 録音 - 橋本泰夫
- 整音 - 小峯信雄
- 美術 - 菊川芳江
- 編集 - 井上治
- 助監督 - 成田裕介
- 色彩計測 - 浜田毅
- 記録 - 桑原みどり
- 美粧 - 山田屋
- 音響効果 - 東洋音響
- 現像 - 東映化学
- PR担当 - 山口晋
- 演技事務 - 笹岡幸三郎
- 制作担当 - 田中雅夫
- 製作進行 - 細野辰興
- 監督 - 工藤栄一
- 製作 - 日本テレビ、セントラル・アーツ